# F.C. Como Women 2025-2026
Questa voce raccoglie le informazioni riguardanti l'F.C. Como Women nelle competizioni ufficiali della stagione 2025-2026.

## Divise e sponsor
Lo sponsor tecnico è Nike.
| Casa | Trasferta | 3ª divisa |

## Organigramma societario
Area direttiva
- Presidente: Stefano Verga
- Amministratore delegato: Elena Mirandola
- Direttore operativo: Mauro Ferrara
- Direttore generale: Miro Keci

Area tecnica
- Allenatore: Stefano Sottili
- Allenatrice in seconda: Rosa Lappi-Seppälä

## Rosa
Rosa e ruoli come da movimenti di mercato.
| N. |                      | Ruolo | Calciatrice              |
| -- | -------------------- | ----- | ------------------------ |
|    | Italia (bandiera)    | P     | Astrid Gilardi           |
|    | Italia (bandiera)    | P     | Katja Schroffenegger     |
|    | Italia (bandiera)    | P     | Giulia Ruma              |
|    | Italia (bandiera)    | D     | Chiara Bianchi           |
|    | Italia (bandiera)    | D     | Chiara Cecotti           |
|    | Scozia (bandiera)    | D     | Sophie Howard            |
|    | Italia (bandiera)    | D     | Celeste Marchiori        |
|    | Italia (bandiera)    | D     | Giulia Rizzon            |
|    | Norvegia (bandiera)  | D     | Tuva Sagen               |
|    | Norvegia (bandiera)  | D     | Lena Soleng Hansen       |
|    | Australia (bandiera) | C     | Alexandra Chidiac        |
|    | Norvegia (bandiera)  | C     | Mina Schaathun Bergersen |
|    | Slovenia (bandiera)  | C     | Zara Kramžar             |
|    | Danimarca (bandiera) | C     | Mathilde Kruse Madsen    |

| N. |                        | Ruolo | Calciatrice          |
| -- | ---------------------- | ----- | -------------------- |
|    | Italia (bandiera)      | C     | Ambra Liva           |
|    | Danimarca (bandiera)   | C     | Agnete Marcussen     |
|    | Italia (bandiera)      | C     | Nadine Nischler      |
|    | Italia (bandiera)      | C     | Matilde Pavan        |
|    | Germania (bandiera)    | C     | Ramona Petzelberger  |
|    | Italia (bandiera)      | C     | Miriam Picchi        |
|    | Ungheria (bandiera)    | C     | Viktória Szabó       |
|    | Lituania (bandiera)    | C     | Liucija Vaitukaitytė |
|    | Italia (bandiera)      | A     | Veronica Bernardi    |
|    | Albania (bandiera)     | A     | Fortesa Berisha      |
|    | Italia (bandiera)      | A     | Andrea Gaia Colombo  |
|    | Italia (bandiera)      | A     | Ginevra D'Agostino   |
|    | Stati Uniti (bandiera) | A     | Alexandra Kerr       |
|    | Svizzera (bandiera)    | A     | Alisha Lehmann       |

## Calciomercato

### Sessione estiva
| Acquisti | Acquisti              | Acquisti                            | Acquisti         |
| R.       | Nome                  | da                                  | Modalità         |
| -------- | --------------------- | ----------------------------------- | ---------------- |
| D        | Chiara Bianchi        | Academy Pavia                       | fine prestito    |
| D        | Sophie Howard         | Leicester City                      | [ 1 ]            |
| D        | Giorgia Spinelli      | Bologna                             | fine prestito    |
| C        | Alexandra Chidiac     | Melbourne Victory                   | [ 2 ]            |
| C        | Zara Kramžar          | Roma                                | rinnovo prestito |
| C        | Mathilde Kruse Madsen | Brann                               | [ 4 ]            |
| C        | Matilde Pavan         | Juventus                            | prestito         |
| C        | Viktória Szabó        | Zurigo                              | [ 6 ]            |
| A        | Fortesa Berisha       | Template:Calcio femminile Malisheva | [ 7 ]            |
| A        | Veronica Bernardi     | Roma                                | [ 8 ]            |
| A        | Alisha Lehmann        | Juventus                            | [ 9 ] [ 10 ]     |

| Cessioni | Cessioni             | Cessioni       | Cessioni                |
| R.       | Nome                 | a              | Modalità                |
| -------- | -------------------- | -------------- | ----------------------- |
| P        | Roberta Aprile       | Juventus       | fine prestito           |
| P        | Valentina Soggiu     | Roma           | fine prestito           |
| D        | Chiara Bianchi       | Freedom        | prestito                |
| D        | Berta Bou            | Parma          | definitivo              |
| D        | Alia Guagni          |                | ritirata                |
| D        | Giorgia Spinelli     | Bologna        | risoluzione consensuale |
| D        | Martina Viesti       | Arezzo         | prestito                |
| C        | Dominika Čonč        | Como 1907      |                         |
| C        | Alma Hilaj           | Genoa          | [ 15 ]                  |
| C        | Julia Karlernäs      | IFK Norrköping | [ 16 ]                  |
| C        | Dominika Škorvánková |                |                         |
| A        | Sarina Bolden        |                | risoluzione consensuale |
| A        | Elisa del Estal      | Como 1907      |                         |
| A        | Adelina Engman       | Brommapojkarna | fine prestito           |

## Risultati

### Serie A

#### Girone di andata
| Seregno 5 ottobre 2025, ore --:-- CEST 1ª giornata | Como | – | Lazio | Stadio Ferruccio |

| Sassuolo 12 ottobre 2025, ore --:-- CEST 2ª giornata | Juventus | – | Como | Stadio Enzo Ricci |

| Sassuolo 19 ottobre 2025, ore --:-- CEST 3ª giornata | Sassuolo | – | Como | Stadio Enzo Ricci |

| Seregno 2 novembre 2025, ore --:-- CET 4ª giornata | Como | – | Genoa | Stadio Ferruccio |

| 9 novembre 2025, ore --:-- CET 5ª giornata | Ternana | – | Como |  |

| Seregno 16 novembre 2025, ore --:-- CET 6ª giornata | Como | – | Milan | Stadio Ferruccio |

| Seregno 23 novembre 2025, ore --:-- CET 7ª giornata | Como | – | Roma | Stadio Ferruccio |

| Noceto 7 dicembre 2025, ore --:-- CET 8ª giornata | Parma | – | Como | Stadio Il Noce |

| Seregno 14 diocembre 2025, ore --:-- CET 9ª giornata | Como | – | Fiorentina | Stadio Ferruccio |

| Cercola 18 gennaio 2026, ore --:-- CET 10ª giornata | Napoli | – | Como | Stadio comunale Giuseppe Piccolo |

| Como 25 gennaio 2026, ore --:-- CET 11ª giornata | Como | – | Inter |  |

#### Girone di ritorno
| Formello 1º febbraio 2026, ore --:-- CET 12ª giornata | Lazio | – | Como | Stadio Mirko Fersini |

| Seregno 8 febbraio 2026, ore --:-- CET 13ª giornata | Como | – | Juventus | Stadio Ferruccio |

| Seregno 15 febbraio 2026, ore --:-- CET 14ª giornata | Como | – | Sassuolo | Stadio Ferruccio |

| Genova 22 febbraio 2026, ore --:-- CET 15ª giornata | Genoa | – | Como | Stadio La Sciorba |

| Seregno 15 marzo 2026, ore --:-- CET 16ª giornata | Como | – | Ternana | Stadio Ferruccio |

| Milano 22 marzo 2026, ore --:-- CEST 17ª giornata | Milan | – | Como | Centro sportivo Vismara |

| Roma 4 aprile 2026, ore --:-- CEST 18ª giornata | Roma | – | Como | Stadio Tre Fontane |

| Seregno 26 aprile 2026, ore --:-- CEST 19ª giornata | Como | – | Parma | Stadio Ferruccio |

| Bagno a Ripoli 3 maggio 2026, ore --:-- CEST 20ª giornata | Fiorentina | – | Sassuolo | Stadio Curva Fiesole |

| Seregno 10 maggio 2026, ore --:-- CEST 21ª giornata | Como | – | Napoli | Stadio Ferruccio |

| Milano 17 maggio 2026, ore --:-- CEST 22ª giornata | Inter | – | Como | Arena Civica |

### Coppa Italia
| 20-21 dicembre 2025, ore --:-- CET Secondo turno | Vincente PT7 | – | Como |  |

### Serie A Women's Cup

#### Fase a gironi
| Bagno a Ripoli 23 agosto 2025, ore 18:30 CEST Girone B - 1ª giornata | Fiorentina | – | Como | Stadio Curva Fiesole |

| Seregno 7 settembre 2025, ore 20:30 CEST Girone B - 2ª giornata | Como | – | Genoa | Stadio Ferruccio |

| Milano 13-14 settembre 2025, ore --:-- CEST Girone B - 3ª giornata | Inter | – | Como | Arena Civica |

### Statistiche di squadra
| Competizione        | Punti | In casa | In casa | In casa | In casa | In casa | In casa | In trasferta | In trasferta | In trasferta | In trasferta | In trasferta | In trasferta | Totale | Totale | Totale | Totale | Totale | Totale | DR |
| Competizione        | Punti | G       | V       | N       | P       | Gf      | Gs      | G            | V            | N            | P            | Gf           | Gs           | G      | V      | N      | P      | Gf     | Gs     | DR |
| ------------------- | ----- | ------- | ------- | ------- | ------- | ------- | ------- | ------------ | ------------ | ------------ | ------------ | ------------ | ------------ | ------ | ------ | ------ | ------ | ------ | ------ | -- |
| Serie A             | -     | -       | -       | -       | -       | -       | -       | -            | -            | -            | -            | -            | -            | -      | -      | -      | -      | -      | -      | -  |
| Coppa Italia        | -     | -       | -       | -       | -       | -       | -       | -            | -            | -            | -            | -            | -            | -      | -      | -      | -      | -      | -      | -  |
| Serie A Women's Cup | -     | -       | -       | -       | -       | -       | -       | -            | -            | -            | -            | -            | -            | -      | -      | -      | -      | -      | -      | -  |
| Totale              | -     | -       | -       | -       | -       | -       | -       | -            | -            | -            | -            | -            | -            | -      | -      | -      | -      | -      | -      | -  |

### Andamento in campionato
| Giornata  | 1 | 2 | 3 | 4 | 5 | 6 | 7 | 8 | 9 | 10 | 11 | 12 | 13 | 14 | 15 | 16 | 17 | 18 | 19 | 20 | 21 | 22 |
| --------- | - | - | - | - | - | - | - | - | - | -- | -- | -- | -- | -- | -- | -- | -- | -- | -- | -- | -- | -- |
| Luogo     | C | T | T | C | T | C | C | T | C | T  | C  | T  | C  | C  | T  | C  | T  | T  | C  | T  | C  | T  |
| Risultato |   |   |   |   |   |   |   |   |   |    |    |    |    |    |    |    |    |    |    |    |    |    |
| Posizione |   |   |   |   |   |   |   |   |   |    |    |    |    |    |    |    |    |    |    |    |    |    |

Legenda:

Luogo: C = Casa; T = Trasferta. Risultato: V = Vittoria; N = Pareggio; P = Sconfitta.

### Statistiche delle giocatrici
| Giocatore              | Serie A  | Serie A | Serie A     | Serie A    | Coppa Italia | Coppa Italia | Coppa Italia | Coppa Italia | Serie A Women's Cup | Serie A Women's Cup | Serie A Women's Cup | Serie A Women's Cup | Totale   | Totale | Totale      | Totale     |
| Giocatore              | Presenze | Reti    | Ammonizioni | Espulsioni | Presenze     | Reti         | Ammonizioni  | Espulsioni   | Presenze            | Reti                | Ammonizioni         | Espulsioni          | Presenze | Reti   | Ammonizioni | Espulsioni |
| ---------------------- | -------- | ------- | ----------- | ---------- | ------------ | ------------ | ------------ | ------------ | ------------------- | ------------------- | ------------------- | ------------------- | -------- | ------ | ----------- | ---------- |
| F. Berisha             | -        | -       | -           | -          | -            | -            | -            | -            | -                   | -                   | -                   | -                   | -        | -      | -           | -          |
| V. Bernardi            | -        | -       | -           | -          | -            | -            | -            | -            | -                   | -                   | -                   | -                   | -        | -      | -           | -          |
| C. Cecotti             | -        | -       | -           | -          | -            | -            | -            | -            | -                   | -                   | -                   | -                   | -        | -      | -           | -          |
| A. Chidiac             | -        | -       | -           | -          | -            | -            | -            | -            | -                   | -                   | -                   | -                   | -        | -      | -           | -          |
| A. Colombo             | -        | -       | -           | -          | -            | -            | -            | -            | -                   | -                   | -                   | -                   | -        | -      | -           | -          |
| G. D'Agostino          | -        | -       | -           | -          | -            | -            | -            | -            | -                   | -                   | -                   | -                   | -        | -      | -           | -          |
| A. Gilardi             | -        | -       | -           | -          | -            | -            | -            | -            | -                   | -                   | -                   | -                   | -        | -      | -           | -          |
| S. Howard              | -        | -       | -           | -          | -            | -            | -            | -            | -                   | -                   | -                   | -                   | -        | -      | -           | -          |
| A. Kerr                | -        | -       | -           | -          | -            | -            | -            | -            | -                   | -                   | -                   | -                   | -        | -      | -           | -          |
| Z. Kramžar             | -        | -       | -           | -          | -            | -            | -            | -            | -                   | -                   | -                   | -                   | -        | -      | -           | -          |
| M. Kruse Madsen        | -        | -       | -           | -          | -            | -            | -            | -            | -                   | -                   | -                   | -                   | -        | -      | -           | -          |
| A. Lehmann             | -        | -       | -           | -          | -            | -            | -            | -            | -                   | -                   | -                   | -                   | -        | -      | -           | -          |
| A. Liva                | -        | -       | -           | -          | -            | -            | -            | -            | -                   | -                   | -                   | -                   | -        | -      | -           | -          |
| C. Marchiori           | -        | -       | -           | -          | -            | -            | -            | -            | -                   | -                   | -                   | -                   | -        | -      | -           | -          |
| A. Marcussen           | -        | -       | -           | -          | -            | -            | -            | -            | -                   | -                   | -                   | -                   | -        | -      | -           | -          |
| N. Nischler            | -        | -       | -           | -          | -            | -            | -            | -            | -                   | -                   | -                   | -                   | -        | -      | -           | -          |
| M. Pavan               | -        | -       | -           | -          | -            | -            | -            | -            | -                   | -                   | -                   | -                   | -        | -      | -           | -          |
| R. Petzelberger        | -        | -       | -           | -          | -            | -            | -            | -            | -                   | -                   | -                   | -                   | -        | -      | -           | -          |
| M. Picchi              | -        | -       | -           | -          | -            | -            | -            | -            | -                   | -                   | -                   | -                   | -        | -      | -           | -          |
| G. Rizzon              | -        | -       | -           | -          | -            | -            | -            | -            | -                   | -                   | -                   | -                   | -        | -      | -           | -          |
| G. Ruma                | -        | -       | -           | -          | -            | -            | -            | -            | -                   | -                   | -                   | -                   | -        | -      | -           | -          |
| T. Sagen               | -        | -       | -           | -          | -            | -            | -            | -            | -                   | -                   | -                   | -                   | -        | -      | -           | -          |
| M. Schaathun Bergersen | -        | -       | -           | -          | -            | -            | -            | -            | -                   | -                   | -                   | -                   | -        | -      | -           | -          |
| K. Schroffenegger      | -        | -       | -           | -          | -            | -            | -            | -            | -                   | -                   | -                   | -                   | -        | -      | -           | -          |
| L. Soleng Hansen       | -        | -       | -           | -          | -            | -            | -            | -            | -                   | -                   | -                   | -                   | -        | -      | -           | -          |
| V. Szabó               | -        | -       | -           | -          | -            | -            | -            | -            | -                   | -                   | -                   | -                   | -        | -      | -           | -          |
| L. Vaitukaitytė        | -        | -       | -           | -          | -            | -            | -            | -            | -                   | -                   | -                   | -                   | -        | -      | -           | -          |